# Matthias Göbbels
Matthias Göbbels (* 22. Juni 1961 in Würselen; † 28. Juni 2024) war ein deutscher Mineraloge und Hochschullehrer.

## Leben
Er studierte an der RWTH Aachen und promovierte dort im Jahre 1992. Er forschte in Japan am National Institute for Research in Inorganic Materials in Tsukuba in den Jahren 1987–1992. Nach der Habilitation im Themenbereich der oxidischen Materialien für optische, magnetische und ionenleitende Eigenschaften übernahm er 1997 den Lehrstuhl für Mineralogie an der Universität Erlangen-Nürnberg, zunächst in Vertretung und ab 1998 als Lehrstuhlinhaber.
Seine Forschungsschwerpunkte waren experimentelle Bestimmung von oxidischen und silikatischen Mehrkomponentensystemen, Untersuchung der Korrelation von Kristallstruktur, Kristallchemie und physikalischen Eigenschaften zur Materialverbesserung, Kristallwachstum von Oxidmaterialien, feuerfeste Materialien und experimentelle Petrologie.

## Werke (Auswahl)
- Phasengleichgewichte im System Ga₂O₃-Gd₂O₃-MgO-SiO₂ und Züchtung und Charakterisierung von Mg- und Si- dotierten Gadolinium-Gallium-Granat-Einkristallen. 1992.[2]
- mit Jens Götze: Einführung in die Angewandte Mineralogie. Berlin 2017.
- mit Jens Götze und Werner Lieber: Physikalisch-chemische Mineralogie kompakt. Berlin 2020.